# Dolder (Turm)

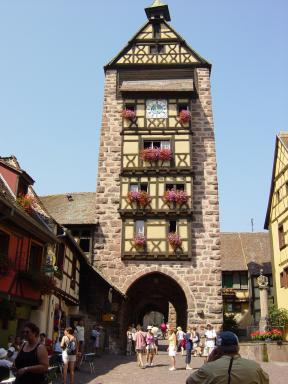
Dolder, Ansicht von der Stadtseite

Der Dolder ist ein mittelalterlicher Torturm in der französischen Gemeinde Riquewihr (Reichenweier) im Elsass. Seine  fachwerkgeschmückte Fassade zur Stadtseite ist ein Wahrzeichen des Ortes. 
Der Dolder wurde 1291 als westlicher Abschluss und Wehrturm der vollständig erhaltenen Stadtbefestigung Riquewihrs errichtet. Mit 25 Metern Höhe diente der Turm als Verteidigungsbollwerk sowie als Wohnung und Arbeitsplatz eines Stadtwächters, der einen uneingeschränkten Blick über die verwinkelte Fachwerkstadt und in Richtung der Ebene des Elsass hatte. Bei Gefahr durch anrückende Feinde oder Feuer alarmierte er die Bewohner mit einer Glocke. Die heutige Glocke wurde 1842 gegossen. Ihre Inschrift lautet: „C'est la joie, c'est l'alarme que mon son produit. De jour j'annonce le vacarme et le repos de la nuit“ (Es ist Freude, es ist Alarm, die mein Klang erzeugt. Am Tag verkünde ich den Lärm und die Ruhe der Nacht). 
Das Innere des Dolders, einst die Wohnung des Wächters, beherbergt seit 1911 in drei Stockwerken das örtliche Museum für Volkskunst und Tradition mit einer Waffensammlung aus dem 15. bis 17. Jahrhundert sowie verschiedenen Werkzeugen und Gegenständen zum Thema „eine befestigte Weinstadt des Mittelalters und ihre Entwicklung vom 13. bis 17. Jahrhundert“. Das Museum wurde 2010 vollständig restauriert.